# Дендрерпетон
Дендрерпетон (лат. Dendrerpeton) — вымерший род темноспондильных амфибий каменноугольного периода. Описан Р. Оуэном в 1853 году из вестфальского яруса формации Джоггинс в Новой Шотландии. Окаменелости найдены в Канаде и Ирландии. Типовой вид — D. acadianum. Описано четыре вида.

## Описание
Амфибия достигала в длину от 35 см до, вероятно, 1 м.
Крупная округлая голова, большие глаза, мощные ноги, относительно короткие тело и хвост. Борозд боковой линии нет. Очень большая «ушная вырезка» — многие авторы предполагают наличие барабанной перепонки и хорошо развитый слух (и даже наличие вокальных данных, как у лягушек). Однако, стремя, по-видимому, массивное. Тело, в отличие от современных земноводных, покрыто мелкими чешуйками. Наземный хищник.  

## Виды
По данным сайта Paleobiology Database на ноябрь 2023 года в род включают 4 вымерших вида:
- Dendrerpeton acadianum Owen, 1853typus [syn. Dendrerpeton oweni Dawson, 1863, Hylonomus aciedentatus Dawson, 1860]
- Dendrerpeton annectens Bolt, 1991
- Dendrerpeton confusum Milner, 1996
- Dendrerpeton rugosum Huxley, 1867